# Atletismo nos Jogos Olímpicos de Verão de 2024 - Lançamento de disco masculino
A prova do lançamento de disco masculino do atletismo nos Jogos Olímpicos de Verão de 2024 ocorreu em 5 e 7 de agosto de 2024 no Stade de France, em Paris. Um total de 32 atletas de 21 Comitês Olímpicos Nacionais (CON) participaram do evento.

## Qualificação
Cada Comitê Olímpico Nacional (CON) poderia inscrever no máximo três atletas qualificados em cada evento individual. Para o lançamento de disco masculino, o período de qualificação foi entre 1 de julho de 2023 a 30 de junho de 2024.

## Formato
O lançamento de disco consiste de duas fases (classificação e final). Na classificação houve dois grupos distintos de lançadores, com cada um tendo direito a três lançamentos para aferir uma marca.
A distância padrão na fase eliminatória foi de 66 metros, sendo que todos que ultrapassaram essa marca avançaram para a final. Um mínimo de 12 atletas precisaria avançar para a final; se menos de 12 fizessem a marca de qualificação, seriam classificados os atletas subsequentes (incluindo os empatados após o uso das regras de desempate).
Na final, cada lançador teve direito a três lançamentos iniciais; os oito primeiros lançadores ao final da terceira rodada receberam três lançamentos adicionais para um total de seis, com o melhor a contar para o resultado final.

## Calendário
Horário local (UTC+2)
| Data                | Horário | Fase          |
| ------------------- | ------- | ------------- |
| 5 de agosto de 2024 | 10:10   | Classificação |
| 7 de agosto de 2024 | 20:25   | Final         |

## Medalhistas
| Ouro   | JAM Rojé Stona     |
| Prata  | LTU Mykolas Alekna |
| Bronze | AUS Matthew Denny  |

## Recordes
Antes desta competição, os recordes mundiais e olímpicos da prova eram os seguintes:
| Tipo | Atleta            | Marca   | Local  | Data                 |
| ---- | ----------------- | ------- | ------ | -------------------- |
|      | Mykolas Alekna    | 74,35 m | Ramona | 14 de abril de 2024  |
|      | Virgilijus Alekna | 69,89 m | Atenas | 23 de agosto de 2004 |

## Resultados

### Classificação
Todos os atletas que alcançarem a marca de classificação de 66,00 m (Q) ou pelo menos os 12 melhores atletas (q) avançam à final.
| Pos. | Grupo | Atleta              | CON                | #1    | #2    | #3    | Marca | Notas |
| ---- | ----- | ------------------- | ------------------ | ----- | ----- | ----- | ----- | ----- |
| 1    | A     | Mykolas Alekna      | LTU Lituânia       | x     | 67.47 |       | 67.47 | Q     |
| 2    | A     | Matthew Denny       | AUS Austrália      | 64.27 | 66.83 |       | 66.83 | Q     |
| 3    | A     | Lukas Weißhaidinger | AUT Áustria        | 66.72 |       |       | 66.72 | Q     |
| 4    | B     | Clemens Prüfer      | GER Alemanha       | 66.36 |       |       | 66.36 | Q     |
| 5    | A     | Traves Smikle       | JAM Jamaica        | 59.18 | 65.91 |       | 65.91 | q     |
| 6    | B     | Rojé Stona          | JAM Jamaica        | x     | 65.32 | 63.30 | 65.32 | q     |
| 7    | A     | Ralford Mullings    | JAM Jamaica        | 65.18 | x     | x     | 65.18 | q     |
| 8    | A     | Daniel Ståhl        | SWE Suécia         | 65.16 | 63.36 | 63.98 | 65.16 | q     |
| 9    | B     | Kristjan Čeh        | SLO Eslovênia      | x     | 64.80 | 64.56 | 64.80 | q     |
| 10   | B     | Andrius Gudžius     | LTU Lituânia       | 60.83 | 64.07 |       | 64.07 | q     |
| 11   | B     | Alin Firfirică      | ROU Romênia        | 61.98 | x     | 63.66 | 63.66 | q     |
| 12   | B     | Alex Rose           | SAM Samoa          | 62.88 | x     | 60.94 | 62.88 | q     |
| 13   | B     | Connor Bell         | NZL Nova Zelândia  | 59.76 | 62.88 | x     | 62.88 |       |
| 14   | A     | Sam Mattis          | USA Estados Unidos | 62.66 | x     | x     | 62.66 |       |
| 15   | B     | Philip Milanov      | BEL Bélgica        | 60.28 | x     | 62.44 | 62.44 |       |
| 16   | A     | Martin Marković     | CRO Croácia        | 61.22 | 62.31 | 61.62 | 62.31 |       |
| 17   | A     | Andrew Evans        | USA Estados Unidos | 60.15 | x     | 62.25 | 62.25 |       |
| 18   | A     | Mauricio Ortega     | COL Colômbia       | x     | 61.65 | 61.97 | 61.97 |       |
| 19   | A     | Lolassonn Djouhan   | FRA França         | 61.93 | 61.72 | x     | 61.93 |       |
| 20   | A     | Nicholas Percy      | GBR Grã-Bretanha   | 59.87 | 61.81 | 58.89 | 61.81 |       |
| 21   | B     | Miká Sosna          | GER Alemanha       | x     | x     | 61.81 | 61.81 |       |
| 22   | B     | Joseph Brown        | USA Estados Unidos | x     | 61.68 | x     | 61.68 |       |
| 23   | A     | Francois Prinsloo   | RSA África do Sul  | 51.64 | 61.35 | x     | 61.35 |       |
| 24   | B     | Lawrence Okoye      | GBR Grã-Bretanha   | 61.17 | 60.40 | x     | 61.17 |       |
| 25   | B     | Juan José Caicedo   | ECU Equador        | 60.99 | 60.44 | x     | 60.99 |       |
| 26   | A     | Mario Díaz          | CUB Cuba           | 60.05 | 60.92 | 59.63 | 60.92 |       |
| 27   | B     | Victor Hogan        | RSA África do Sul  | x     | 60.11 | 60.78 | 60.78 |       |
| 28   | A     | Martynas Alekna     | LTU Lituânia       | 58.34 | 57.53 | 58.66 | 58.66 |       |
| 29   | B     | Tom Reux            | FRA França         | x     | 56.88 | 58.22 | 58.22 |       |
|      | A     | Henrik Janssen      | GER Alemanha       | x     | x     | x     | NM    |       |
|      | B     | Oussama Khennoussi  | ALG Argélia        | x     | x     | x     | NM    |       |
|      | B     | Claudio Romero      | CHI Chile          | x     | x     | x     | NM    |       |

### Final
Os atletas que alcançarem as melhores marcas após seis tentativas conquistam as medalhas.
| Pos.              | Atleta              | CON           | #1    | #2    | #3    | #4          | #5          | #6          | Marca | Notas |
| ----------------- | ------------------- | ------------- | ----- | ----- | ----- | ----------- | ----------- | ----------- | ----- | ----- |
| Medalha de ouro   | Rojé Stona          | JAM Jamaica   | 61.66 | 65.20 | 66.16 | 70.00       | x           | x           | 70.00 | ,     |
| Medalha de prata  | Mykolas Alekna      | LTU Lituânia  | 68.55 | 69.97 | x     | 68.88       | 68.49       | x           | 69.97 |       |
| Medalha de bronze | Matthew Denny       | AUS Austrália | 66.89 | 69.31 | 68.39 | x           | 69.15       | 66.44       | 69.31 |       |
| 4                 | Kristjan Čeh        | SLO Eslovênia | 67.27 | 68.41 | x     | 66.36       | 66.34       | x           | 68.41 |       |
| 5                 | Lukas Weißhaidinger | AUT Áustria   | 60.02 | 67.54 | 64.52 | x           | 64.43       | x           | 67.54 |       |
| 6                 | Clemens Prüfer      | GER Alemanha  | 65.79 | 65.58 | 65.58 | 67.41       | x           | x           | 67.41 |       |
| 7                 | Daniel Ståhl        | SWE Suécia    | 64.97 | 66.95 | 64.06 | 66.00       | x           | x           | 66.95 |       |
| 8                 | Andrius Gudžius     | LTU Lituânia  | 66.45 | 65.02 | x     | x           | x           | 66.55       | 66.55 |       |
| 9                 | Ralford Mullings    | JAM Jamaica   | 65.61 | x     | x     | Não avançou | Não avançou | Não avançou | 65.61 |       |
| 10                | Traves Smikle       | JAM Jamaica   | 63.77 | 64.11 | 64.97 | Não avançou | Não avançou | Não avançou | 64.97 |       |
| 11                | Alin Firfirică      | ROU Romênia   | 64.45 | 63.00 | 62.84 | Não avançou | Não avançou | Não avançou | 64.45 |       |
| 12                | Alex Rose           | SAM Samoa     | 60.07 | 61.89 | x     | Não avançou | Não avançou | Não avançou | 61.89 |       |

Legenda
| Recorde mundial      | Recorde mundial (World record)               |                       | Recorde africano                      | Recorde africano (African) |                                           | Q | Classificado por posição (Qualified) |
| Recorde olímpico     | Recorde olímpico (Olympic record)            | Recorde da América    | Recorde da América (Americas)         | q                          | Classificado por melhor tempo (Qualified) |   |                                      |
| Melhor marca do ano  | Melhor marca do ano (World leading)          | Recorde asiático      | Recorde asiático (Asian)              | DNS                        | Não largou (Did not start)                |   |                                      |
| Recorde nacional     | Recorde nacional (National record)           | Recorde europeu       | Recorde europeu (European)            | DNF                        | Não terminou (Did not finish)             |   |                                      |
| Recorde pessoal      | Recorde pessoal do atleta (Personal best)    | Recorde da Oceania    | Recorde da Oceania (Oceania)          | DSQ / DQ                   | Desclassificado (Disqualified)            |   |                                      |
| Recorde da temporada | Recorde da temporada do atleta (Season best) | Recorde sul-americano | Recorde sul-americano (South America) | NM                         | Sem marca (No mark)                       |   |                                      |